# Takumi Wakaya
Takumi Wakaya (japanisch 若谷 拓海 Wakaya Takumi; * 1. April 2001 in der Präfektur Saitama) ist ein japanischer Fußballspieler.

## Karriere
Takumi Wakaya erlernte das Fußballspielen in der Schulmannschaft der Seibudai High School sowie in der Universitätsmannschaft der Yamanashi Gakuin University. Seinen ersten Vertrag unterschrieb er am 1. Februar 2023 bei Giravanz Kitakyūshū. Der Verein aus Kitakyūshū, einer Stadt in der Präfektur Fukuoka, spielte in der dritten japanischen Liga. Sein Drittligadebüt gab Takumi Wakaya am 5. März 2023 (1. Spieltag) im Heimspiel gegen den FC Gifu. Bei dem 1:1-Unentschieden wurde er in der 66. Minute für Taiga Maekawa eingewechselt.